# Nuevo Progreso, San Juan Colorado
Nuevo Progreso är en ort i Mexiko.   Den ligger i kommunen San Juan Colorado och delstaten Oaxaca, i den sydöstra delen av landet, 300 km söder om huvudstaden Mexico City. Nuevo Progreso ligger 520 meter över havet och antalet invånare är 811.
Terrängen runt Nuevo Progreso är lite bergig. Runt Nuevo Progreso är det ganska glesbefolkat, med 34 invånare per kvadratkilometer. Närmaste större samhälle är Pinotepa de Don Luis, 13,7 km sydväst om Nuevo Progreso. Omgivningarna runt Nuevo Progreso är en mosaik av jordbruksmark och naturlig växtlighet.